# Hendrik Alexander Seyffardt

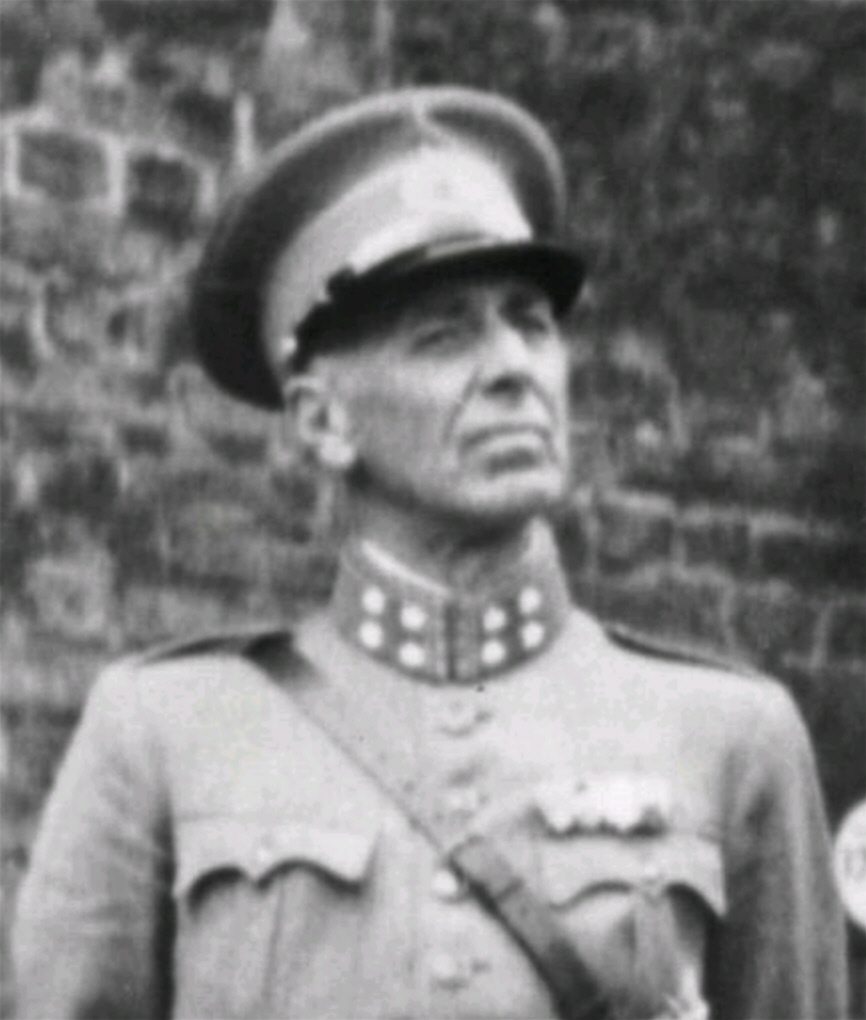

Hendrik Alexander Seyffardt (* 1. November 1872 in Breda; † 6. Februar 1943 in 's-Gravenhage) war ein niederländischer Generalleutnant.

## Leben
Seyffardt war der Sohn von August Lodewijk Willem Seyffardt, Kriegsminister im Kabinett Van Tienhoven, und von Catharina Louisa de Hollander. Am 28. Juni 1898 heiratete Seyffardt Alida Elisabeth Bervoets. Aus dieser Ehe gingen ein Sohn und zwei Töchter hervor.
Seyffardt wurde 1887 im Alter von 15 Jahren als Kadett an der Königlichen Militärakademie (KMA) zu Breda eingeschrieben und wurde dort 1900 dort Dozent. 1928 wurde er im Rang eines Generalmajors Kommandant der 1. Division. Von Mai 1929 bis Mai 1934 war Seyffardt Chef des Generalstabs und danach pensioniert. 1930 erfolgte die Beförderung zum Generalleutnant.
Er hatte eine stark antikommunistische und prodeutsche Einstellung und schrieb Artikel für das Wochenblatt „Volk en Vaderland“ der Nationaal-Socialistische Beweging (NSB). 1937 war er für etwa ein halbes Jahr Leiter dieser Partei.
Anfang Juli 1941 wurde Seyffardt nominell „Befehlshaber“ einer niederländischen Freiwilligenlegion, die mit der Wehrmacht am Deutsch-Sowjetischen Krieg teilnahm. Seyffardt nahm aber nie einen wirklichen Kommandoposten ein. Sein Kommandeursposten war ein Aushängeschild für die Wehrmachtpropaganda.
Am 5. Februar 1943 wurde Seyffardt durch Jan Verleun (1919–1944) von der niederländischen Widerstandsgruppe „CS-6“ in seiner Wohnung in Scheveningen niedergeschossen, einen Tag später erlag er seinen Verletzungen.